# Mistrovství světa v silniční cyklistice

Duhový trikot

Mistrovství světa v silniční cyklistice je jednorázový cyklistický závod jehož vítěz se stává mistrem světa a má právo oblékat během následujícího roku duhový trikot (bílý dres s vodorovnými pruhy znázorňující duhu).
První mistrovství světa se konalo roku 1927 na autodromu Nürburgring a prvním vítězem se stal Ital Alfredo Binda.
Od roku 1921 sice cyklisté bojovali o titul mistra světa, ale pouze v kategorii amatérů. Tento šampionát zanikl roku 1995.
V roce 2025 se konalo první mistrovství na území afrického kontinentu.

## Kategorie závodů

### Muži
- Závod amatérů (ukončeno v roce 1995)
- Silniční závod
- Časovka jednotlivců
- Časovka družstev (ukončeno v roce 1994)
- Časovka týmů (od 2012 - ukončeno v roce 2018)

### Muži do 23 let
- Silniční závod
- Časovka jednotlivců

### Junioři
- Silniční závod
- Časovka jednotlivců

### Ženy
- Silniční závod
- Časovka jednotlivkyň
- Časovka družstev (ukončeno v roce 1994)
- Časovka týmů (od 2012 - ukončeno v roce 2018)

### Juniorky
- Silniční závod
- Časovka jednotlivkyň

### Smíšené závody
- Smíšená týmová štafeta